# Carlos Mota Pinto
Carlos Alberto da Mota Pinto ([ˈkaɾluʃ aɫˈbɛɾtu dɐ ˈmɔtɐ ˈpĩtu] ; * 25. Juli 1936 in Pombal; † 7. Mai 1985 in Coimbra) war ein bedeutender portugiesischer Jurist und Politiker. Von 1978 bis 1979 war er Ministerpräsident seines Landes.
Carlos Mota Pinto unterrichtete Rechtswissenschaften an der Universität Coimbra und der Katholischen Universität Portugal. Er hat sich als Verfasser einer Reihe rechtswissenschaftlicher Bücher einen Namen gemacht.

## Karriere
Nach der Nelkenrevolution gehörte er zusammen mit Francisco Sá Carneiro und Francisco Pinto Balsemão zu den Mitgründern der konservativen Demokratischen Volkspartei (PPD), der heutigen Sozialdemokratischen Partei (PSD), für die er in die Verfassunggebende Versammlung und in das erste freigewählte Parlament nach der Revolution gewählt wurde. In die erste Regierung von Mário Soares trat er als Minister für Handel und Tourismus ein.
Bei den ersten freien Parlamentswahlen vom 25. April 1976 war die Sozialistische Partei des Mário Soares zwar stärkste Fraktion geworden, hatte aber keine eigene Mehrheit errungen. Soares stand deshalb zunächst einer Minderheitsregierung vor, seit Dezember 1977 regierte er mit einer Koalition aus Sozialisten und CDS. Auch diese Koalition zerbrach an internen Gegensätzen zwischen den Partnern. Präsident Eanes entließ Soares als Ministerpräsidenten und ernannte parteipolitisch unabhängige Regierungen. Die erste dieser Regierungen, geführt von Alfredo Nobre da Costa scheiterte. Eanes ernannte nun Monta Pinto zum neuen Ministerpräsidenten.
Auch der Regierung von Mota Pinto war – mangels einer stabilen parlamentarischen Mehrheit – nur eine kurze Amtsperiode beschieden. Bereits neun Monate nach seinem Amtsantritt musste er die Regierung an Maria de Lourdes Pintasilgo übergeben. Diese führte die Geschäfte bis zu den vorgezogenen Neuwahlen.
Aufgrund von Gegensätzen zu Sá Carneiro, der immer mehr zu alles entscheidenden Figur innerhalb der PSD wurde, entfremdete sich Mota Pinto zeitweilig seiner Partei. Dennoch wurde er Stellvertretender Vorsitzender der PSD und, nach der Wahlniederlage der PSD bei den Wahlen vom 25. April 1983 sogar kurzzeitig Vorsitzender.
Bei den Wahlen von 1983 waren die Sozialisten stärkste Partei geworden, hatten aber eine eigene Mehrheit erneut verfehlt. Mário Soares, der zum zweiten Mal Ministerpräsident wurde, gelang es eine Große Koalition aus seinen Sozialisten und der PSD zu schmieden. Carlos Mota Pinto trat als Stellvertretender Ministerpräsident und Verteidigungsminister in diese Regierung ein.
Gegen die von Mota Pinto und dem ehemaligen Ministerpräsidenten Pinto Balsemão geführte Politik der großen Koalition regte sich jedoch bald Widerstand innerhalb ihrer eigenen Partei, den Sozialdemokraten, der von Aníbal Cavaco Silva angeführt wurde.
Auf dem Parteitag der PSD von Figueira da Foz sollten über diese Differenzen innerhalb der PSD zwischen den Befürwortern (Pinto Balsemão und Mota Pinto) und Gegnern (Cavaco Silva) der großen Koalition mit den Sozialisten abgestimmt werden. Carlos Mota Pinto erlebte das Ergebnis dieser Klärung jedoch nicht mehr, da er nur weniger Tage vor dem Parteitag verstarb. Auf dem Parteitag wurde Cavaco Silva dann zum neuen Vorsitzenden der PSD gewählt. Er löste die Koalition mit den Sozialisten auf, die folgenden Neuwahlen gewann die PSD, so dass Cavaco Silva neuer Ministerpräsident wurde.